# 하노이 국가대학
하노이 국가대학 (베트남어: Đại học Quốc gia Hà Nội / 大學國家河內)은 베트남의 수도 하노이의 대학교이다. 대학은 10개의 대학과 학부를 지녔다. 호찌민시 국가대학과 함께 베트남의 2대 대학교이자 두 국가대학 중의 하나이다. 통상의 국립대학이 교육부의 관할 하에 있는 것과 달리, 국가대학은 총리의 직속 기관이다.

## 개요
1906년에 동즈엉 대학(베트남어: Đại học Đông Dương / 大學東洋, Université Indochinoise)으로 설립된 이후, 여러 차례 이름이 변경되었다. 1945년 11월에 베트남 국가 대학이 되었고, 1951년에 기초과학학교가 설립되었다. 1956년 베트남국가대학, 기초과학학교를 계승한 하노이 종합대학이 설립되었다. 같은 해 하노이 사범대학이 설립되었다. 1967년에 하노이 외국어사범대학이 설립되었다. 그리고, 1993년에 하노이 종합대학, 하노이 제1사범대학, 하노이 외국어사범대학이 통합하여 베트남 국가대학 하노이 교(校)가 되었다.
2014년 12월 20일, 쯔엉떤상 주석이 하노이 국립 대학에서 베트남 - 일본 대학의 기공식에 참석했다.
2016년에 QS 대학 순위 아시아에서 하노이 국립 대학교는 전체 139위, 아시아에서 52위를 차지했다.

## 구성

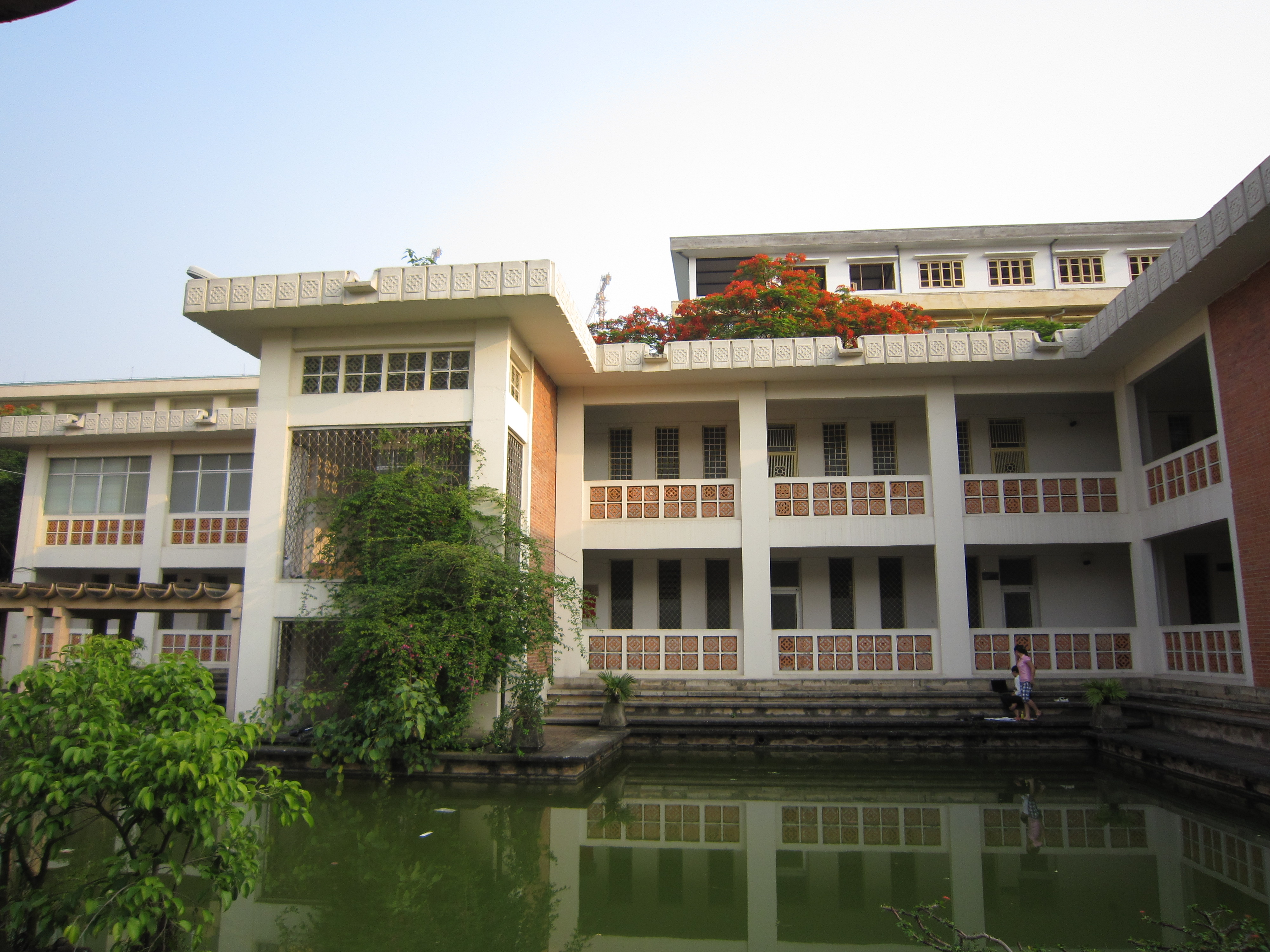
외국어 대학교

### 컬리지
- 자연과학대학
- 인문사회과학대학
- 교육대학
- 경제대학
- 외국어대학
- 공과대학
- 베트남어·일본대학
- 의과대학·약학대학
- 법과대학

### 학부
- 국제학부
- 경영학부
- 학제간연구학부

### 연구 센터
- 도시연구센터
- 방위교육·보안센터
- 천연자원환경연구센터
- 체육과학·스포츠과학센터

### 연구 기관
- 정보 기술 연구소
- 베트남 연구 및 개발 과학 연구소
- 미생물 및 생명 공학 연구소
- 품질 보증 교육원
- 프랑스어 학원
- 트란 난동

### 지원 기관
- 하노이 국립 대학 출판부
- 과학 저널
- 학생 지원 센터
- 정보 센터 - 도서관
- 아시아 연구 지원 센터
- 프로젝트 관리위원회
- 하노이 국립 대학 협력 사무소와 교토 대학 (VKCO)
- 과학 기술 발전 재단
- VNU 병원
- 인적 자원 개발 및 예측 센터
- 협력 및 지식 이전 센터
- 하노이 국립 대학교 국가 발전 기금
- 하노이 국립 대학교 발전 센터
- 교육 품질 인증 센터
- VNU 시험 센터
- 정보 기술 응용 센터
- 방위 교육 및 보안 센터

이 밖에도 이 대학은 또 수학과 외국어에 재능이 있는 학생들을 위해 고등학교를 2개를 소유, 운영 중이다.